# Greifenberg (Schladminger Tauern)
Greifenberg är ett berg i Österrike.   Det ligger i bergsområdet Schladminger Tauern i  distriktet Liezen och förbundslandet Steiermark, i den centrala delen av landet, 220 km sydväst om huvudstaden Wien. Toppen på Greifenberg är 2 618 meter över havet.
Terrängen runt Greifenberg är bergig norrut, men söderut är den kuperad. Närmaste större samhälle är Schladming, 12,6 km nordväst om Greifenberg. 
Trakten runt Greifenberg består i huvudsak av gräsmarker. Runt Greifenberg är det ganska glesbefolkat, med 21 invånare per kvadratkilometer.